# Ansan
Ansan (en coreà 안산) és una ciutat industrial de la costa occidental de la península de Corea, a prop de Seül i al sud d'Inchon. És a la província de Gyeonggi-do. Al març del 2007 tenia 727.058 habitants, entre ells, 24.487 estrangers.

## Persones il·lustres
- Yun Bo-seon (1897 - 1990), 4t President de Corea del Sud 1960 i 1962.